# Алабино
Алабино (на руски: Алабино) е село в Наро-Фомински район, Московска област, Русия. Населението му през 2010 година е 651 души.

## География

### Разположение
Алабино е разположено в централната част на Европейска Русия, на брега на река Десна. В северната част на селото има железопътна спирка на трасето Москва – Смоленск.

### Климат
Климатът в Алабино е умереноконтинентален (Dfb по Кьопен) с горещо и сравнително влажно лято и дълга студена зима.

## Любопитно
В селото и околността е сниман филмът „Джонатан от рода на мечките“ (1993) – „Jonathan degli orsi“ с Франко Неро.